# Vertu
Vertu är ett märke för lyxmobiltelefoner. Fabrikatet ägdes från oktober 2012 till september 2015 av EQT. EQT gjorde en exit och sålde varumärket till en grupp internationella investerare i september 2015. Innan EQT ägde bolaget så var det en del av Nokia.